# Telesfora
Telesfora – imię żeńskie pochodzenia greckiego, żeński odpowiednik imienia Telesfor, oznaczającego „doprowadzony do końca, doprowadzony do doskonałości”. 
Telesfora imieniny obchodzi 2 stycznia, jako wspomnienie papieża Telesfora.